# Tufino
Tufino es un municipio italiano localizado en la ciudad metropolitana de Nápoles, región de Campania. Cuenta con 3.776 habitantes en 5,21 km².
El municipio de Tufino contiene las frazioni (subdivisiones) de Risigliano, Schiava y Vignola. Limita con Casamarciano, Cicciano, Comiziano y Roccarainola, en la ciudad metropolitana de Nápoles, y con Avella, en la provincia de Avellino. 

## Evolución demográfica
| Gráfica de evolución demográfica de Tufino entre 1861 y 2011 |
|                                                              |
| Fuente ISTAT - elaboración gráfica de Wikipedia              |